# Literatur im Nebel
Literatur im Nebel ist ein 2006 erstmals durchgeführtes zweitägiges österreichisches Literaturfestival, das bis 2015 jährlich in der zweiten Oktoberhälfte in der Stadt Heidenreichstein im nordwestlichen Waldviertel stattfand. 2018 wurde es am 13. und 14. April veranstaltet.

## Gründung, Veranstaltungsort

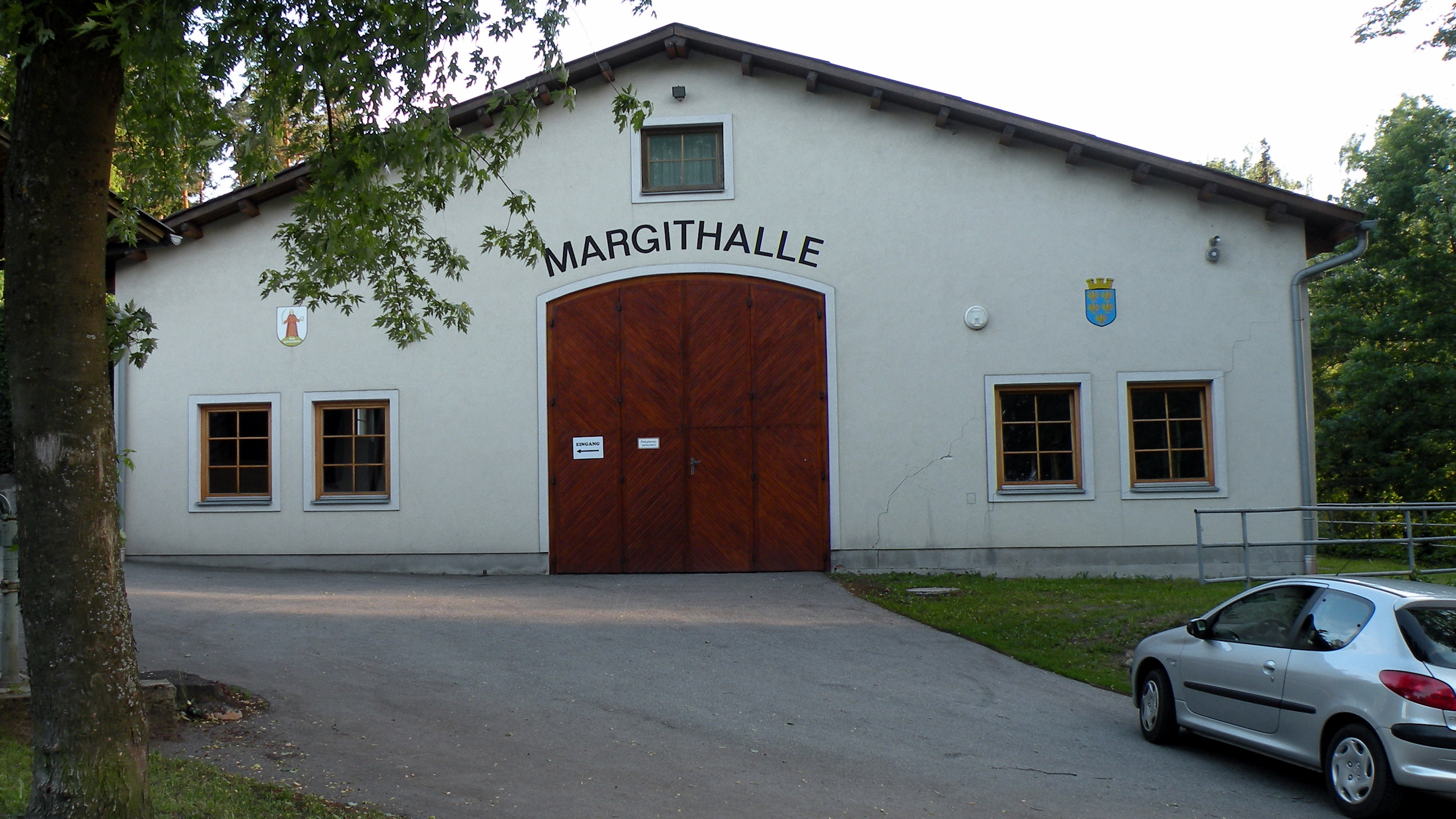
Veranstaltungszentrum Margithalle in Heidenreichstein

Ein weltbekannter Autor, eine ländliche Mehrzweckhalle, heimische Autoren- und Schauspielerprominenz und ein bunt gemischtes Publikum aus Literaturinteressierten aus dem Umkreis von 200 Kilometern. Das dürfte das Erfolgsrezept des Festivals sein.
Initiatoren des Festivals waren Rudolf Scholten (ehemaliger österreichischer Minister für Unterricht und Kunst), Johannes Pichler (Bürgermeister von Heidenreichstein) und Robert Schindel (österreichischer Schriftsteller).
Man wollte ein anspruchsvolles Festival im Waldviertel, gut zwei Stunden von der Bundeshauptstadt Wien entfernt, schaffen, das nicht mit Nützlichkeiten wie dem Tourismus kokettiert, sondern eine Veranstaltung, die sich außerhalb jeder üblichen Saison mit Literatur beschäftigt.
Das Treffen in der Margithalle in Heidenreichstein bietet Platz für rund 600 Besucher pro Veranstaltungstag und findet in einer familiären Atmosphäre statt.

## Autoren
Seit der Gründung ist die Hauptfigur des Festivals eine gewesen, die ihr Hauptwerk schon geschaffen hat, auf dem Zenit des Schaffens steht. Die Dramaturgin Bettina Hering findet die Idee bestechend, dass man sich jeweils auf einen Dichter konzentriert.
Liste der Autoren, die im Mittelpunkt des Festivals standen und persönlich anwesend waren:
- Salman Rushdie (2006)
- Amos Oz (2007)
- Jorge Semprún (2008)
- Margaret Atwood (2009)
- Hans Magnus Enzensberger (2010)
- Nuruddin Farah (2011)
- Ljudmila Ulizkaja (2012)
- Louis Begley (2013)
- Ian McEwan (2014)
- Christoph Hein (2015)
- Swetlana Alexijewitsch (2017)
- Herta Müller (2018)
- J. M. Coetzee (2019)
- Liao Yiwu (2021)

## Literatur im Nebel 2006

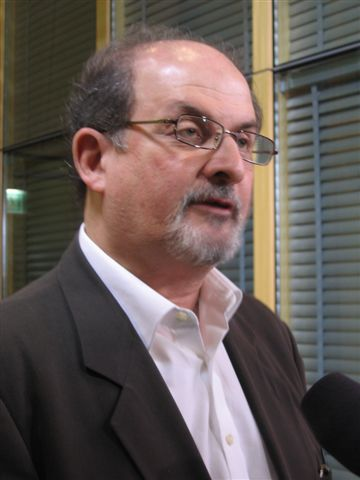
Salman Rushdie in Warschau, 3. Oktober 2006

Im Gründungsjahr stand der britische Schriftsteller Salman Rushdie im Mittelpunkt des Festivals, das am Mittwoch, 18. und Donnerstag, 19. Oktober 2006 stattfand und von Andrea Schurian moderiert wurde.
Die einzelnen Programmpunkte wurden von den nachstehend angeführten Persönlichkeiten gestaltet:
- Kulturbrüche
  - Salman Rushdie im Gespräch mit Gudrun Harrer.
  - Lesungen von Michael Köhlmeier, Robert Menasse und Danielle Spera.
  - Vortrag von Franz Vranitzky.
- Indien
  - Salman Rushdie im Gespräch mit Aradhana Seth.
  - Lesungen von Angela Krauß, Elisabeth Orth, Doron Rabinovici und Robert Schindel.
- Liebesgeschichten
  - Salman Rushdie im Gespräch mit Marie-Claire Zimmermann.
  - Lesungen von Brigitte Antonius, Monika Helfer und Peter Turrini.
  - Vortrag von Wendelin Schmidt-Dengler.
- Lesung: Salman Rushdie und Erika Pluhar.
- Fest auf dem Areal der ehemaligen Anderswelt.

## Literatur im Nebel 2007

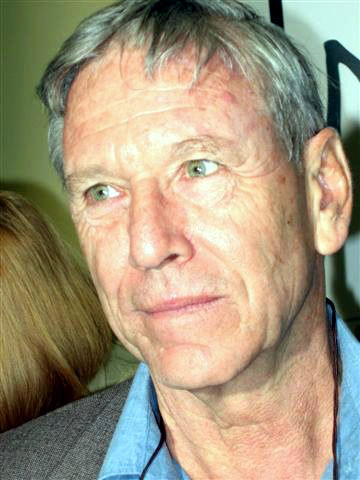
Amos Oz im Jahr 2005

Im zweiten Jahr des Bestehens stand der israelische Schriftsteller Amos Oz im Mittelpunkt des Festivals, das am Samstag, 27. und Sonntag, 28. Oktober 2007 stattfand und von Andrea Schurian moderiert wurde.
Die einzelnen Programmpunkte wurden von den nachstehend angeführten Persönlichkeiten gestaltet:
- Leben und Schreiben in Israel
  - Einführende Lesung von Eva Mattes
  - Vortrag von Doron Rabinovici
  - Amos Oz im Gespräch mit Ben Segenreich
  - Das Gelobte Land: gelesen von Gert Jonke, Karl Markovics und Elisabeth Orth.
- Israel
  - Bericht zur Lage des Staates Israel/Wie man Fanaktiker kuriert, mit Gustav Ernst, Sabine Gruber, Silke Hassler, Peter Henisch, Paulus Hochgatterer, Anna Mitgutsch, Thomas Sautner, Gerhild Steinbuch und Peter Turrini.
  - Jude sein: Lesung von Karl Markovics.
- Familiengeschichten
  - Wie ich zum Schriftsteller wurde mit Andrea Eckert und Roland Koch.
  - Vortrag von Klaus Amann.
  - Amos Oz im Gespräch mit Anita Pollak.
  - Familiengeschichten: Lesung von Brigitte Karner, Dietmar König, Robert Schindel.
- Erste Liebe: Lesung von Senta Berger und Amos Oz

## Literatur im Nebel 2008

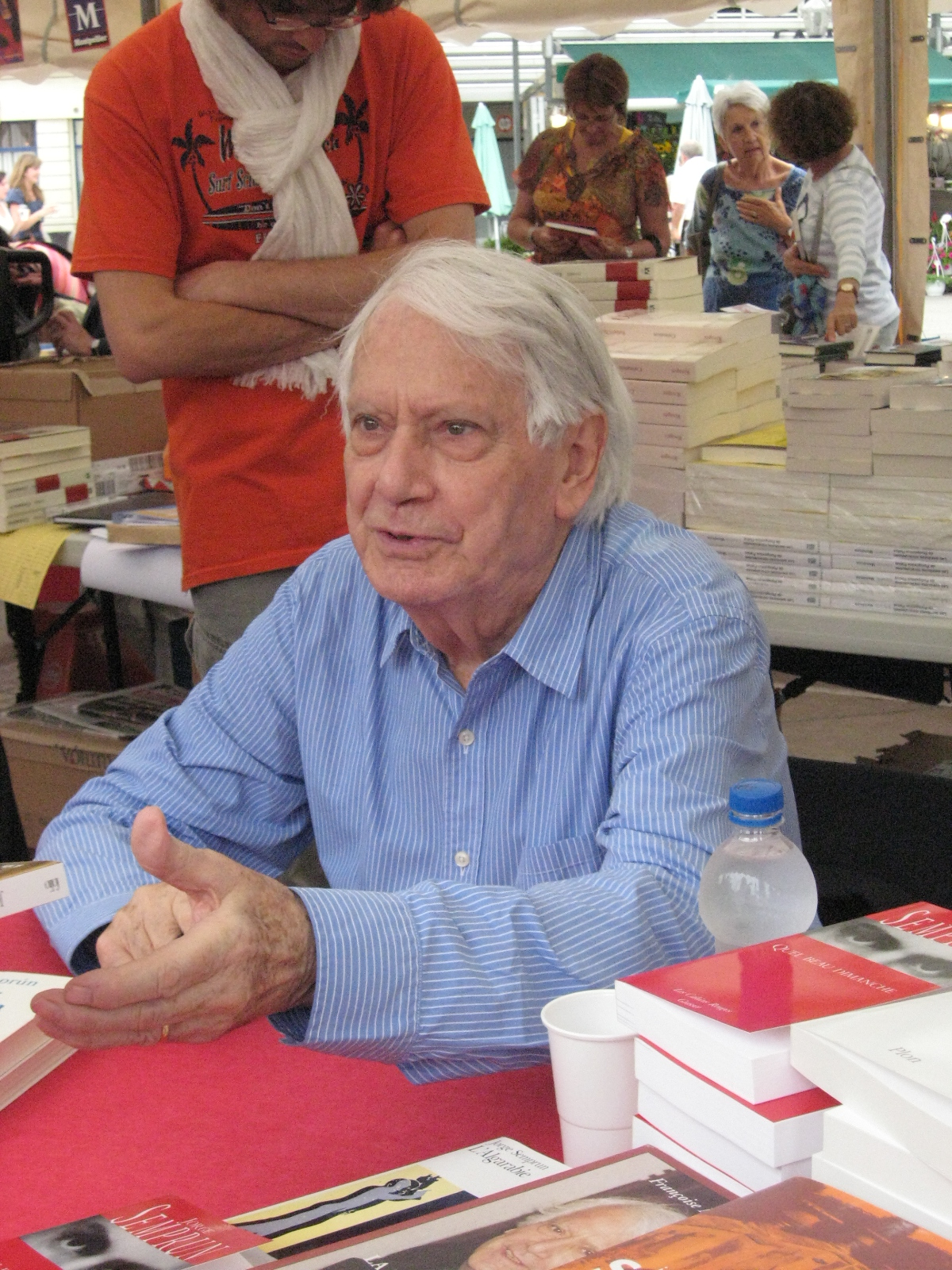
Jorge Semprún, 2009

Im dritten Jahr des Bestehens stand der spanische Schriftsteller Jorge Semprún im Mittelpunkt des Festivals, das am Freitag, 24. und Samstag, 25. Oktober 2008 stattfand und von Andrea Schurian moderiert wurde.
Die einzelnen Programmpunkte wurden von den nachstehend angeführten Persönlichkeiten gestaltet:
- Die große Reise – Leben und Überleben in Buchenwald, (Musik von Hans Platzgumer, Video von Georg Gaigl)
  - Schweigen ist unmöglich: es lasen Olga Flor, Eva Menasse, Peter Turrini, Franziska Augstein, Jorge Semprún und Costa-Gavras.
  - Die große Reise: es las Elisabeth Orth.
  - Was für ein schöner Sonntag!: es lasen Anne Bennent und Xaver Bayer.
- Von Treue und Verrat – Das Jahrhundert des Jorge Semprún
  - Vortrag von Franziska Augstein.
  - Jorge Semprún im Gespräch mit Franziska Augstein und Robert Schindel.
  - Der 2.Tod des Ramón Mercader: es lasen Mavie Hörbiger, Joachim Bißmeier und Gregor Bloéb.
- Z – La guerre est fini – Das filmische Schaffen von Jorge Semprún
  - Vortrag von Gerhard Midding.
  - Jorge Semprún und Costa-Gavras im Gespräch mit Gabriele Flossmann.
  - Z/La guerre est finie/Stavisky: es lasen aus den Drehbüchern Anne Bennent, Sophie Rois, Markus Hering, Michael Maertens und David Schalko.
- Europa – Zustand und Ausblick
  - Was es heißt, Europäer zu sein: es lasen Vladimir Vertlib und Michael Stavaric.
  - Jorge Semprún, Vladimir Vertlib und Michael Stavaric im Gespräch mit Lorenz Gallmetzer.
- Fréderico Sanchéz verabschiedet sich – Abschied und Neubeginn
  - es lasen Jorge Semprún und Xaver Bayer, Dimitré Dinev, Olga Flor, Eva Menasse, Robert Menasse, Lydia Mischkulnig, Angelika Reitzer, David Schalko, Robert Schindel, Michael Stavaric, Vladimir Vertlib

## Literatur im Nebel 2009

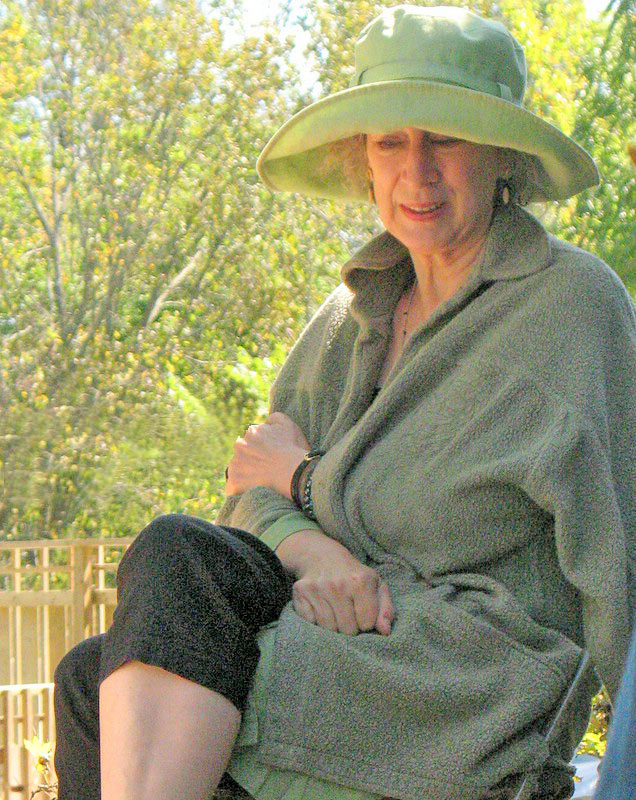
Margaret Atwood

Im vierten Jahr des Bestehens stand die kanadische Schriftstellerin Margaret Atwood im Mittelpunkt des Festivals, das am Samstag, 17. und Sonntag, 18. Oktober 2009 stattfand und von Andrea Schurian moderiert wurde.
Die einzelnen Programmpunkte wurden von den nachstehend angeführten Persönlichkeiten gestaltet:
- Die Penelopiade – von Heldinnen und Suchenden
  - Das andere Haus: es las Birgit Minichmayr.
  - Margaret Atwood im Gespräch mit Katja Gasser über das Frauenbild in ihrem Werk.
  - Eine Halbgöttin zu sein ist nicht so leicht: es lasen Sylvia Haider, Matthias Hartmann, Verena Roßbacher, Thomas Stangl und Bibiana Zeller.
- Margaret Atwood
  - Margit Schreiner über Margaret Atwood.
  - Alias Grace: es las Corinna Harfouch.
- Die Unmöglichkeit der Nähe
  - Die Unmöglichkeit der Nähe: es lasen Andrea Clausen und Falk Rockstroh.
  - Margaret Atwood im Gespräch mit Dirk Stermann über die verschiedenen literarischen Formen und die politische Dimension ihres Werkes.
  - Ein Morgen im verbrannten Haus: es las Elisabeth Orth.
  - Thylazin-Ragout: es las Dirk Stermann.
- Vergangenheit und Zukunft
- Katzenauge: es lasen Gerti Drassl und Nicola Kirsch.
- Das Jahr der Flut: es lasen Margaret Atwood und Götz Spielmann.

## Literatur im Nebel 2010

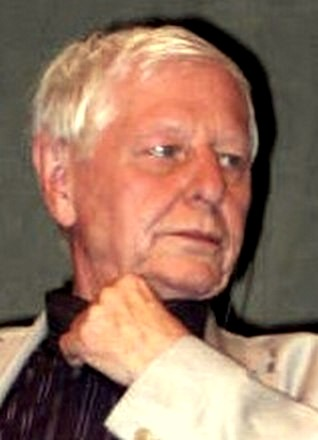
Hans Magnus Enzensberger
Warschau, 20. Mai 2006

Im fünften Jahr des Bestehens stand der deutsche Dichter, Schriftsteller, Essayist, Herausgeber, Übersetzer und Redakteur Hans Magnus Enzensberger im Mittelpunkt von Literatur im Nebel. Die Veranstaltung fand von 22. bis 23. Oktober 2010 statt.
Die einzelnen Programmpunkte wurden von folgenden Persönlichkeiten gestaltet:
- Über die Schwierigkeit ein Inländer zu sein
  - Das Haus an der Burggasse: es liest Sylvester Groth
  - Irene Dische über Hans Magnus Enzensberger
  - Über die Schwierigkeit ein Inländer zu sein: es lesen Mavie Hörbiger, Sylvester Groth, Johann Adam Oest und Gaston Salvatore
  - Hans Magnus Enzensberger im Gespräch mit Gaston Salvatore
- Der Untergang der Titanic
  - Leichter als Luft: es liest Eva Mattes
  - Meldungen vom lyrischen Betrieb: es lesen Irene Dische und Josef Winkler
  - Ein Souvenir vom Untergang der Titanic: es liest Peter Turrini
  - Der Untergang der Titanic: es lesen Maria Happel, Silke Hassler, Mavie Hörbiger, Johann Adam Oest, Ewald Palmetshofer und Bernhard Strobel
- Die Poesie der Wissenschaft
  - Nomaden im Regal: es liest Ilija Trojanow
  - Die Poesie der Wissenschaft: es lesen Kathrin Röggla und Richard Obermayr
  - Die Mathematiker: es liest Katja Jung
  - Vortrag von Rudolf Taschner
  - Hans Magnus Enzensberger im Gespräch mit Christoph Ransmayr
  - Ein Hase im Rechenzentrum: es lesen Kaja Jung, Dirk von Petersdorff und Rainer Wieland
- Hammerstein oder Der Eigensinn
  - Schreckens Männer: es liest Martin Wuttke
  - Hammerstein oder der Eigensinn: es lesen Hans Magnus Enzensberger, Maria Happel, Eva Mattes und Katrin Röggla

## Literatur im Nebel 2011

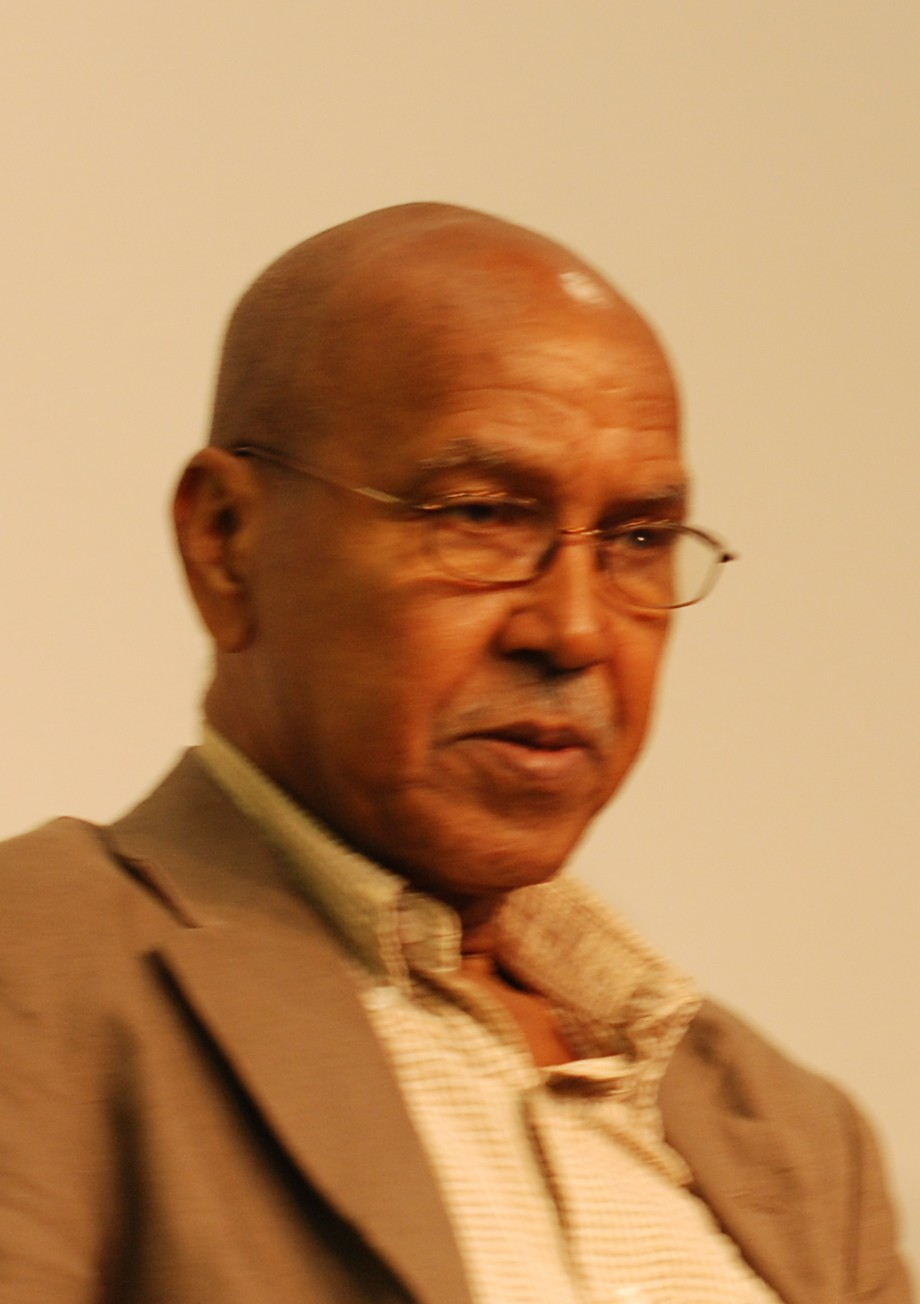
Nuruddin Farah, 2010

Im sechsten Jahr des Bestehens stand der somalische Schriftsteller Nuruddin Farah im Mittelpunkt. Die Veranstaltung fand vom 21. bis 22. Oktober 2011 statt.
Die einzelnen Programmpunkte wurden von folgenden Persönlichkeiten gestaltet:
- Somalia
  - Ankunft in Mogadischu: es liest Klaus Maria Brandauer
  - Ilija Trojanow über Nuruddin Farah
  - In Modadischu: es lesen Maria Schrader und Klaus Maria Brandauer
  - Nuruddin Farah im Gespräch mit Andreas Pfeifer
- Afrikanische Diktaturen;Variationen
  - Bruder Zwilling: es lesen Dorothee Hartinger, Anna-Elisabeth Mayer und Cornelius Obonya
  - Vortrag von Georg Lennkh
  - Somalische Diaspora: es liest Maria Schrader
- Aus einer gekrümmten Rippe
  - Warum ich schreibe: es lesen Beatrice Achaleke und Thomas Glavinic
  - Aus einer gekrümmten Rippe: es lesen Sabine Haupt, Julya Rabinowich und Florentine Groll
  - Nuruddin Farah im Gespräch mit Marie-Roger Biloa
  - Flucht: es liest Elisabeth Orth
- Crossbones
  - Maps: es lesen Andrea Breth und Sven-Eric Bechtolf
  - Crossbones: es lesen Nuruddin Farah und Dörte Lyssewski

## Literatur im Nebel 2012

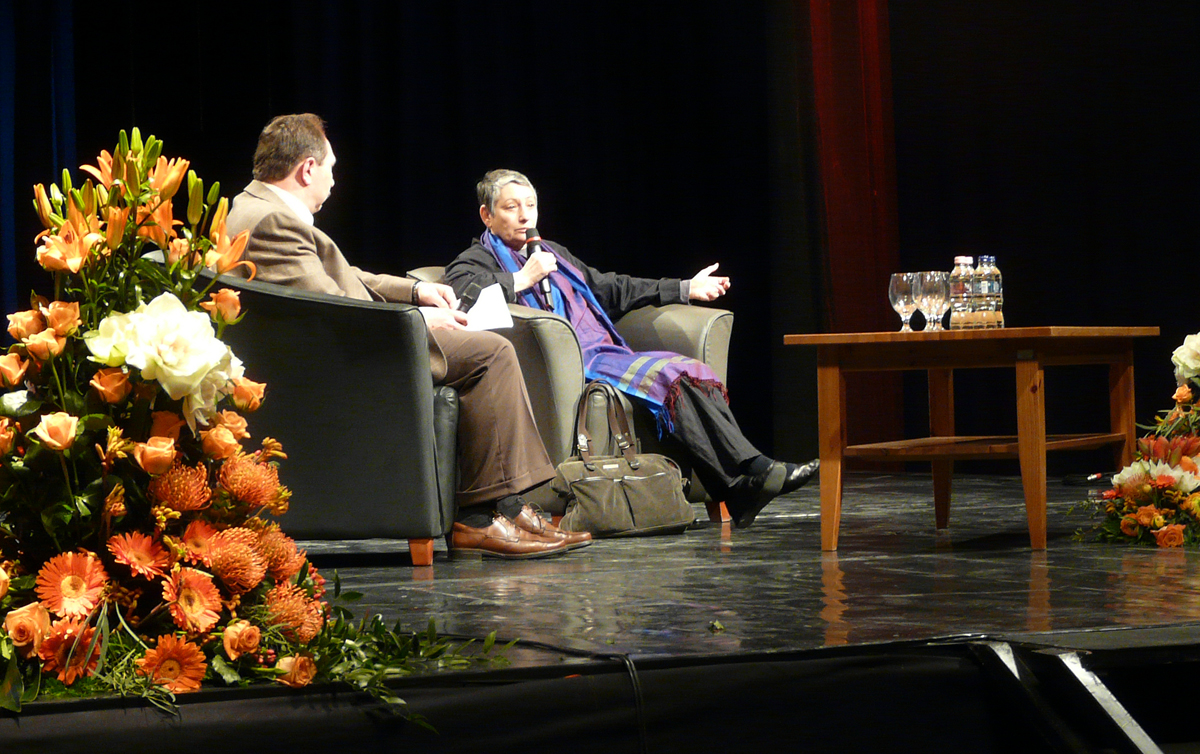
Ljudmila Ulizkaja, 2009

Im siebenten Jahr des Bestehens stand die russische Schriftstellerin Ljudmila Ulizkaja im Mittelpunkt von Literatur im Nebel. Die Veranstaltung fand von 19. bis 20. Oktober 2012 statt.
Die einzelnen Programmpunkte wurden von folgenden Persönlichkeiten gestaltet:
- Ein fröhliches Begräbnis:

Stalins Tod: Caroline Peters
Vortrag von Nina Chruschtschowa
Ein fröhliches Begräbnis: Alina Levshin und Markus Hinterhäuser
Ljudmila Ulizkaja im Gespräch mit Susanne Scholl (Journalistin)
Unbedingte Liebe
Ein langes langes Leben: Sabine Gruber, Adina Vetter und Harald Windisch
Sonetschka: Elisabeth Orth
- Daniel Stein/Ergebenst, Euer Schurik

Daniel Stein Olga Grjasnowa und Maria Hofstätter
Vortrag von Ganna-Maria Braungardt
Ergebenst, euer Schurik: Milena Michiko Flasar, Brigitta Furgler, Magdalena Kronschläger und Ivan Shvedoff
- Das grüne Zelt

Ljudmila Ulizkaja im Gespräch mit Olga Grjasnowa
Das grüne Zelt: Ljudmila Ulizkaja und Peter Matić

## Literatur im Nebel 2013

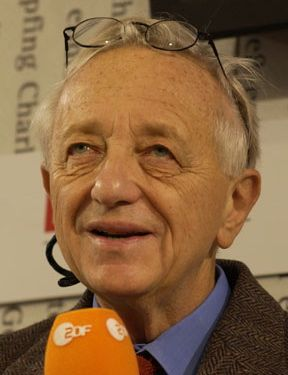
Louis Begley, 2003

Im achten Jahr des Bestehens stand der in Polen geborene Schriftsteller Louis Begley im Mittelpunkt von Literatur im Nebel. Die Veranstaltung fand am 18. und 19. Oktober 2013 statt.
Freitag, 18. Oktober 2013
- Lügen in Zeiten des Krieges
  - Wer ist der Romanautor in Wirklichkeit? Es liest Robert Schindel
  - Anka Muhlstein über ihren Mann Louis Begley
  - Lügen in Zeiten des Krieges. Es lesen Zdenka Becker, Michael König, Sami Loris
  - Louis Begley im Gespräch mit Michael Krüger

- Sozialer Aufstieg und Verführung
  - Der Mann, der zu spät kam. Es lesen Pauline Knof, Michael Krüger
  - Schiffbruch. Es lesen Ute Heidorn und Andreas Patton
  - Ehrensachen. Es lesen Clemens Berger, Philipp Hauß, Sami Loris

Samstag, 19. Oktober 2013
- Filmvorführung
  - About Schmidt USA, 2002, nach dem Buch von Louis Begley mit Jack Nicholson, Kathy Bates u. a. Regie: Alexander Payne

- About Schmidt
  - Schmidt/Schmidts Bewährung/Schmidts Einsicht. Es lesen Franziska Hackl, Pauline Knof, Barbara Petritsch, Anna Weidenholzer, Peter Stephan Jungk und August Schmölzer
  - Louis Begley im Gespräch mit Marion Kollbach und Raoul Kneucker
  - Fortsetzung der Lesung mit Schmidts Einsicht

- Erinnerungen an eine Ehe
  - Mistlers Abschied. Es liest Elisabeth Orth
  - Erinnerungen an eine Ehe. Es lesen Louis Begley und Sylvie Rohrer

Die Moderation hatte Andrea Schurian inne.

## Literatur im Nebel 2014

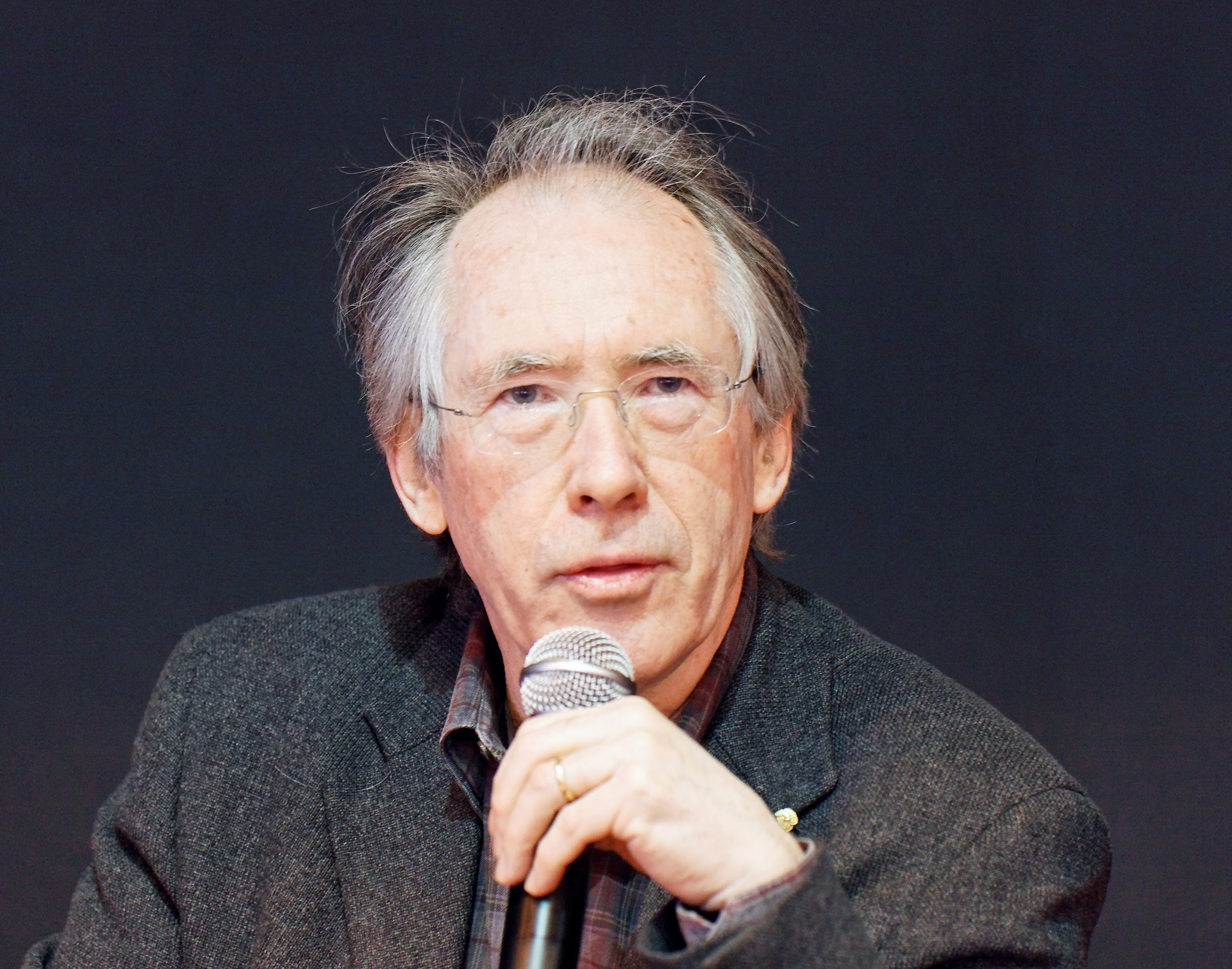
Ian McEwan, Paris 2011

Im neunten Jahr des Bestehens konnte Ian McEwan für die Veranstaltung gewonnen werden.
Samstag, 27. September 2014
- Kind-Sein
  - Tagträumer. Es liest Tobias Moretti
  - Der Zementgarten. Es lesen Julia Koschitz, Teresa Präauer, Manuel Rubey und Ferdinand Schmalz.
  - Paulus Hochgatterer über Ian McEwan.
  - McEwan im Gespräch mit Bettina Hering.
  - Ein Kind zur Zeit. Es lesen Franziska Weisz und Johannes Zeiler
- Erwachsen-Sein
  - Liebeswahn. Es liest Elisabeth Orth.
  - Am Strand. Es lesen Julia Koschitz und Manuel Rubey.

Sonntag, 28. September 2014
- Filmvorführung Atonement (2007)
- Politik und Wissenschaft
  - Saturday. Es lesen Nicole Beutler und August Zirner.
  - Amsterdam. Es lesen Herbert Föttinger und Hubsi Kramar.
  - Ian McEwan im Gespräch mit Daniel Kehlmann.
  - Solar. Es liest Erwin Steinhauer.
- Honig
  - Honig. Es lesen Michou Friesz, Anna Kim und Thiemo Strutzenberger.
  - Kindeswohl. Es lesen Ian McEwan und Christiane von Poelnitz.

## Literatur im Nebel 2015

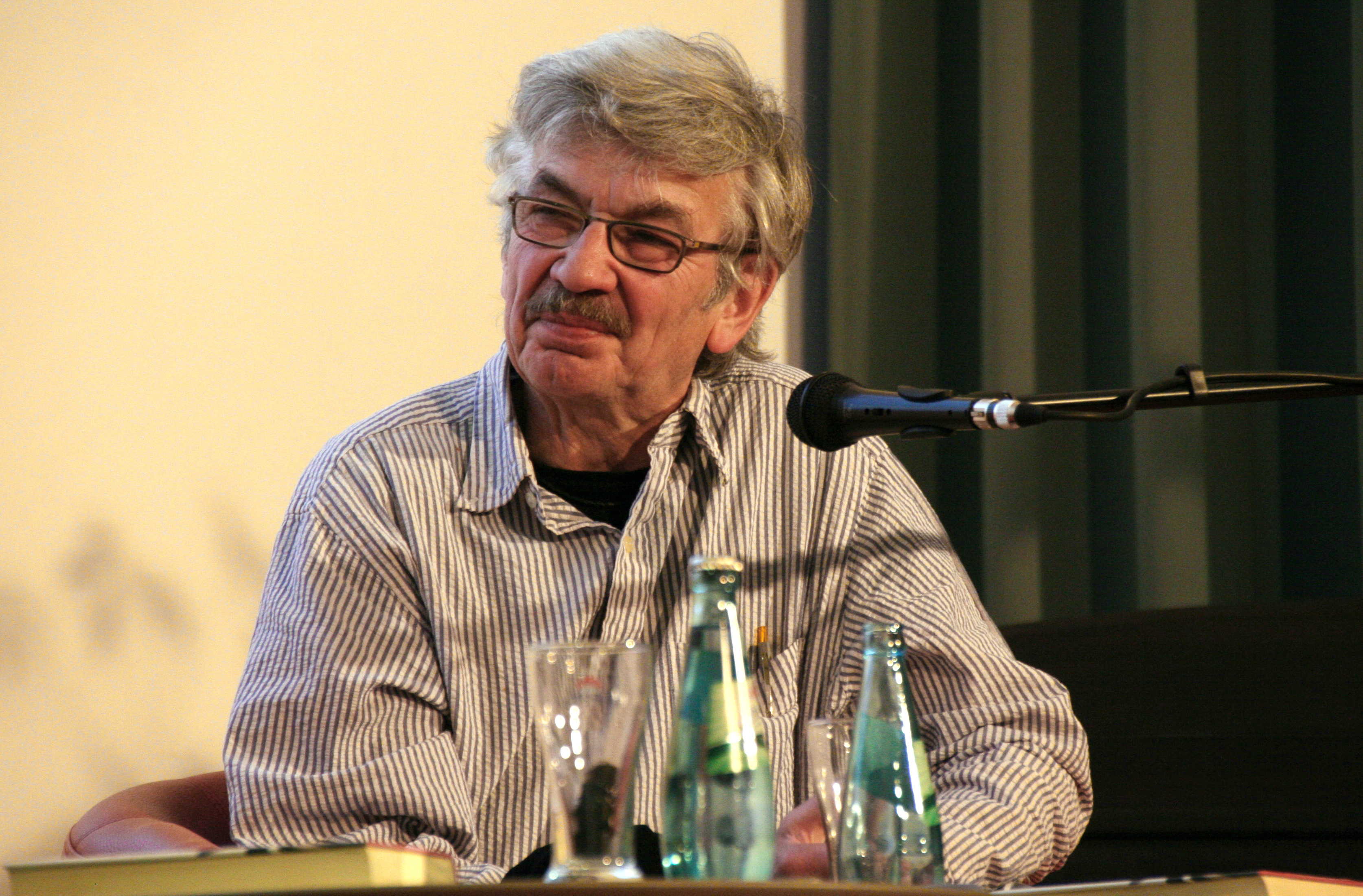
Christoph Hein bei einer Lesung in Chemnitz im April 2012

Im zehnten Jahr des Bestehens konnte Christoph Hein für die Veranstaltung gewonnen werden.
Freitag, 16. Oktober 2015
- Der fremde Freund/Drachenblut mit Thomas Thieme, Julia von Sell, Elisabeth Orth und Andrea Schurian
  - Ausschnitt aus John D.
  - Begrüßung, Der Stoff ist der Autor selbst (aus: Öffentlich arbeiten)
  - Nachtfahrt und früher Morgen mit Jakob Hein
  - Drachenblut/Der fremde Freund mit Valerie Fritsch und Florian Teichtmeister
  - Jakob Hein über Christoph Hein
  - Christoph Hein und Hartmut Rosa im Gespräch
- Willenbrock
  - Brief an Sarah (aus: Als Kind habe ich Stalin gesehen) mit Elisabeth Orth
  - Horns Ende mit Julia von Sell, Felix Mitterer, Tomas Zierhofer-Kin
  - Willenbrock mit Thomas Thieme

Samstag, 17. Oktober 2015
- Theater
  - Die schlummernde Venus (aus: Von allem Anfang an) mit Radek Knapp
  - Hamlet (aus: Als Kind habe ich Stalin gesehen) mit Juergen Maurer
  - Eine Frage der Macht (aus: Exekution eines Kalbes) mit Valerie Fritsch
  - Jannings & Tilla mit Thomas Thieme und Dominic Oley
  - Verlage, Verleger, Zensur (aus: Als Kind habe ich Stalin gesehen) mit Jakob Hein
  - In Acht und Bann mit Valerie Fritsch, Radek Knapp, Juergen Maurer, Thomas Thieme, Florian Teichtmeister, Dominic Oley, Jakob Hein
  - Jannings & Tilla mit Erni Mangold
  - Christoph Hein und Bettina Hering im Gespräch
- In seiner frühen Kindheit ein Garten
  - In seiner frühen Kindheit ein Garten mit Juergen Maurer
  - Frau Paula Trousseau mit Ursula Strauss
  - Korrekturen mit Christoph Hein, Erni Mangold und Ursula Strauss

## Literatur im Nebel 2017

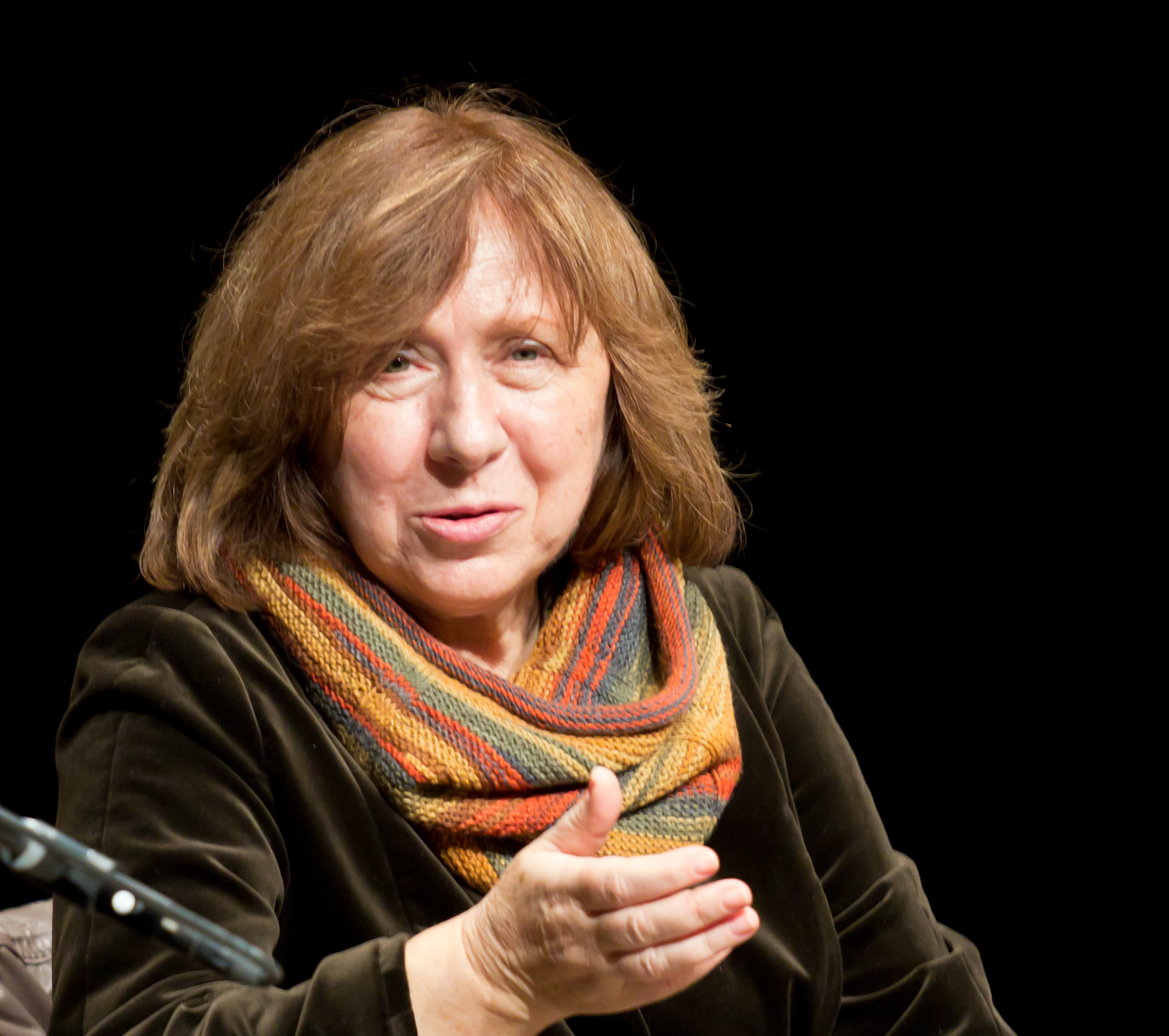
Swetlana Alexijewitsch 2013

Nach zehn Veranstaltungen, die jährlich im Herbst stattfanden, wurde Literatur im Nebel ins Frühjahr verlegt. Nachdem die Veranstaltung 2016 nicht stattgefunden hatte, um die Terminverlegung vorzubereiten, stand vom 17. bis 18. März 2017 die Literaturnobelpreisträgerin Swetlana Alexijewitsch bei der elften Ausgabe im Mittelpunkt.
Freitag, 17. März 2017
- Der Krieg hat kein weibliches Gesicht
  - Der Mensch ist größer als der Krieg mit Isolda Dychauk, Angelika Klüssendorf, Maria Köstlinger, Katja Lange-Müller
  - Für eine andere Literatur des Krieges mit Erich Klein
  - Die letzten Zeugen – Kinder im Zweiten Weltkrieg mit Lili Epply, Sandra Gugić, Dimitrij Schaad
  - Swetlana Alexijewitsch mit Dessy Gavrilova im Gespräch
- Zinkjungen; Afghanistan und die Folgen
  - Zinkjungen mit Tino Hillebrand, Laurence Rupp, Bernhard Schir
  - Gerichtsprozess gegen die Zinkjungen mit David Bennent

Samstag, 18. März 2017
- Film-Preview:
  - Voices from Chernobyl (LUX / AUT, 2015, 86 Min OmdU, Regie: Pol Cruchten), nach: „Tschernobyl. Eine Chronik der Zukunft“ von Swetlana Alexijewitsch, 1997 (deutsch 2001)

- Tschernobyl; eine Chronik der Zukunft
  - Eine einsame menschliche Stimme mit Anne Bennent und David Bennent
  - Ganna-Maria Braungardt über das Russland von Swetlana Alexijewitsch
  - Tschernobyl, die Erde der Toten mit Anne Bennent, Isolda Dychauk und Nikolaus Habjan
  - Swetlana Alexijewitsch mit Bettina Hering im Gespräch

- Secondhand-Zeit; Leben auf den Trümmern des Sozialismus
  - Trost durch Apokalypse / Der Reiz der Leere mit Katja Lange-Müller, Elisabeth Orth, Franz Schuh, Rainer Wöss
  - Aufzeichnungen einer Beteiligten mit Swetlana Alexijewitsch und Adele Neuhauser

## Literatur im Nebel 2018

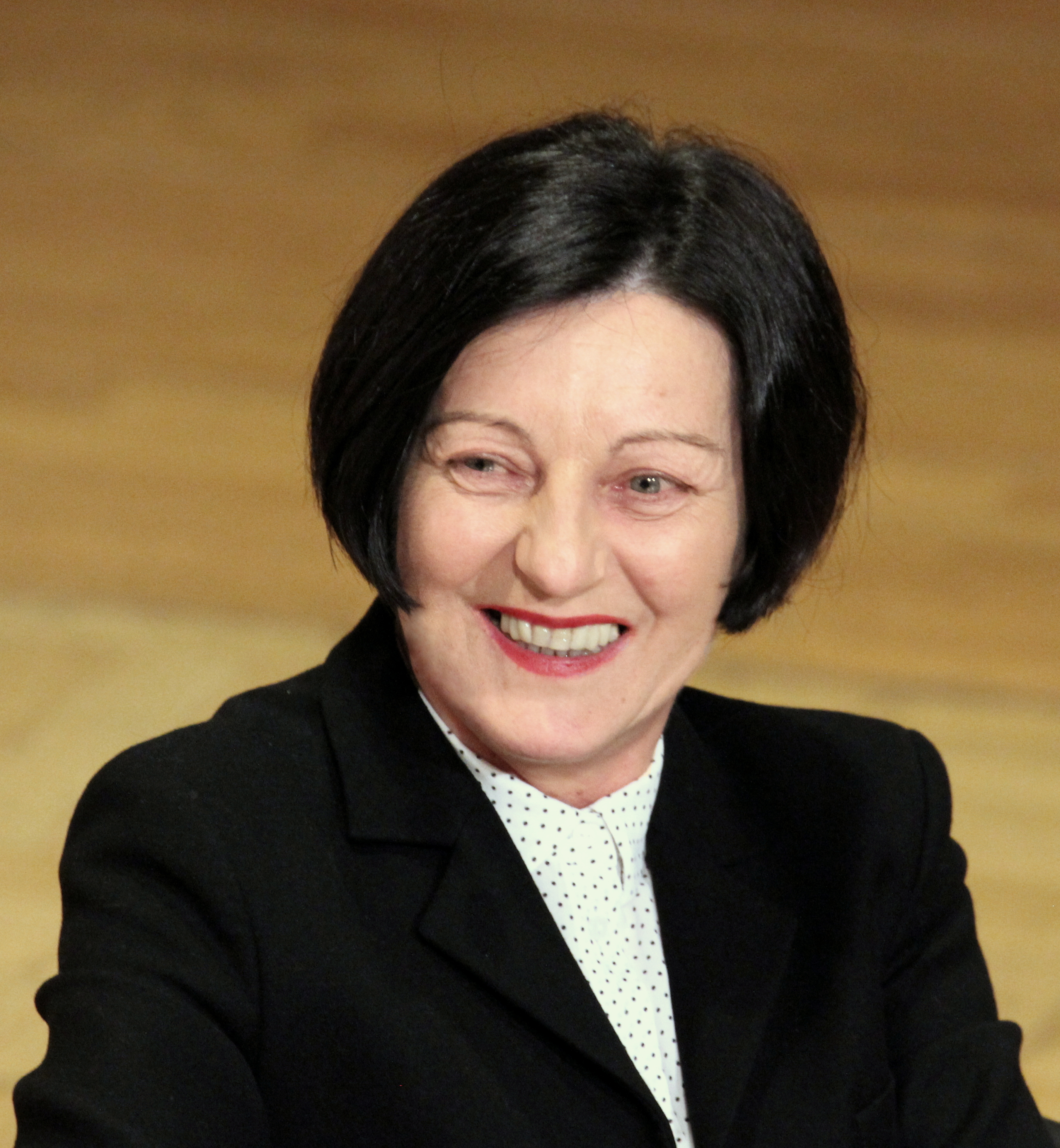
Herta Müller (2016)

Ehrengast der 12. Ausgabe des Literaturfestivals ist im Jahr 2018 die Literaturnobelpreisträgerin Herta Müller.
Freitag, 13. April 2018
- Der fremde Blick oder das Leben ist ein Furz in der Laterne
  - Der fremde Blick mit Elisabeth Orth
  - Niederungen mit Marlen Diekhoff und Albert Kitzl
  - Hunger und Seide mit Ruth Brauer-Kvam, Nava Ebrahimi und Martin Vischer
  - Herta Müller im Gespräch mit Ernest Wichner
- Herztier
  - Norbert Otto Eke über Herta Müller
  - Reisende auf einem Bein mit Verena Altenberger und Merlin Sandmeyer
  - Herztier mit Barbara Schnitzler

Samstag, 14. April 2018
- Eine warme Kartoffel ist ein warmes Bett
  - Christina und ihre Attrappe oder was (nicht) in den Akten der Securitate steht mit Marlen Diekhoff
  - Eine warme Kartoffel ist ein warmes Bett / Drückender Tango mit Aenne Schwarz und Lukas Miko
  - Herta Müller zeigt Collagen
  - Herta Müller im Gespräch mit Bettina Hering
- Atemschaukel
  - Der König verneigt sich und tötet / Immer derselbe Schnee und immer derselbe Onkel mit Maja Haderlap, Franz Josef Czernin und Johannes Terne
  - Atemschaukel mit Herta Müller und Proschat Madani

## Literatur im Nebel 2019

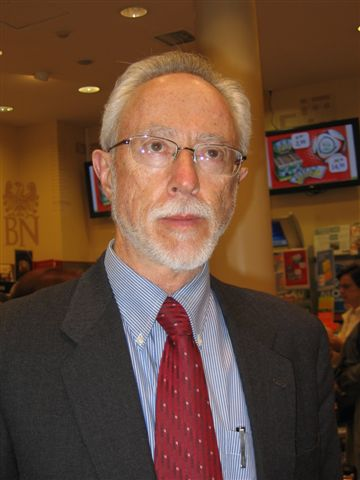
J. M. Coetzee (2006)

Ehrengast bei der 13. Ausgabe von Literatur im Nebel ist 2019 Literaturnobelpreisträger J. M. Coetzee.
Freitag, 22. März 2019
- Im Herzen des Landes
  - Sophie (aus Sommer des Lebens) mit Aglaia Szyszkowitz und Inger-Maria Mahlke
  - Im Herzen des Landes mit Helene Hegemann
  - Eiserne Zeit mit Elias Hirschl, Hans Pleschinski und Elisabeth Trissenaar
  - J. M. Coetzee im Gespräch mit Hans Balmes
- Schande
  - Robert Stockhammer über J. M. Coetzee
  - Leben und Zeit des Michael K. mit Thomas Frank und Elisabeth Orth
  - Schande mit Samuel Finzi

Samstag, 23. März 2019
- Ein Junge
  - Ein Junge / Die frühen Jahre mit Anja Herden, Anton von Lucke, Tanja Maljartschuk, Miroslava Svolikova und Philipp Weiss
  - Lehrstück 7: Eros mit Petra Morzé
  - Jan Wilm über Warten auf die Barbaren
- The Death of Jesus
  - Reinhild Böhnke über ihre Übersetzungsarbeit
  - Die Kindheit Jesu / Die Schulzeit Jesu mit Hans-Werner Meyer und Johannes Nussbaum
  - The Death of Jesus mit J. M. Coetzee und Corinna Kirchhoff

## Literatur im Nebel 2020
Die 14. Ausgabe von Literatur im Nebel sollte ursprünglich am 27. und 28. März 2020 stattfinden, als Ehrengast war Liao Yiwu vorgesehen. Aufgrund der COVID-19-Pandemie wurde die Veranstaltung abgesagt.

## Literatur im Nebel 2021
Ehrengast bei der 14. Ausgabe von Literatur im Nebel ist 2021 der chinesische Schriftsteller Liao Yiwu
Freitag, 8. Oktober 2021
- Geschichten aus der chinesischen Wirklichkeit
  - Vier Lehrmeister mit Weina Zhao
  - Fräulein Hallo mit Nora Bossong und Marie-Luise Stockinger
  - Volker Stanzel Vortrag über China
  - Der Menschenhändler mit Babett Arens, Sherko Fatah, Cornelia Travnicek und Weina Zhao
- Gott ist rot
  - Liao Yiwu im Gespräch mit Hans Balmes
  - Gott ist rot mit Anna Rieser und Aleksandar Petrovic
  - Herta Müller über Liao Yiwu

Samstag, 9. Oktober 2021
- Massaker
  - Massaker mit Sona MacDonald
  - Liao Yiwu spielt Flöte
  - Herr Wang mit Sona MacDonald
  - Die Kugel und das Opium mit Norman Hacker
  - Für ein Lied und hundert Lieder mit Elisabeth Orth und Wolfgang Popp
  - Liao Yiwu im Gespräch mit Volker Stanzel
- Drei wertlose Visa und ein toter Reisepass
  - Hans Peter Hoffmann über seine Übersetzungsarbeit
  - Die Wiedergeburt der Ameise mit Mercedes Echerer und Marie-Luise Stockinger
  - Über den Grenzfluss mit Liao Yiwu und Herta Müller

## Literatur im Nebel 2022
Ehrengast bei der 15. Ausgabe von Literatur im Nebel ist 2022 der russische Schriftsteller Vladimir Sorokin
Freitag, 21. Oktober 2022
- Zuckerkreml
  - Der Schürhaken und die russische Großmutter mit Elisabeth Orth
  - Marfuschas Freude mit Jan Bülow
  - Russland, Vortrag von Jens Siegert
  - BRO mit Marie Kreutzer und Robert Stadlober
- Der himmelblaue Speck
  - Vladimir Sorokin im Gespräch mit Bettina Hering
  - Die Freistunde mit Susi Stach und Karl Fischer
  - Der himmelblaue Speck mit Jan Bülow und Robert Stadlober

Samstag, 22. Oktober 2022
- Ljod, das Eis
  - Ljod mit Bibiana Beglau
  - Die Rote Pyramide mit Ana Marwan und Noah Saavedra
  - Der Schneesturm, mit Marie Gamillscheg, Laura Holder und Peter Stephan Jungk
  - Vladimir Sorokins Literatur, Vortrag von Dirk Uffelmann

- Der Tag des Opritschniks
  - Vladimir Sorokin im Gespräch mit Dirk Uffelmann
  - Der Tag des Opritschniks, mit Gerhard Liebmann und Noah Saavedra
  - Abschlusslesung Vladimir Sorokin und Bibiana Beglau

## Literatur im Nebel 2023
Ehrengast bei der 16. Ausgabe von Literatur im Nebel ist 2023 der ungarische Schriftsteller Péter Nádas
Freitag, 6. Oktober 2023
- Schreiben als Beruf
  - Schreiben als Beruf mit Nicole Heesters
  - Buch Der Erinnerung; Flucht mit Meike Droste
  - Vortrag von Bernhard Fetz
  - Der mensch als Ungeheur mit Elisabeth Orth
  - Leni weint mit Vea Kaiser
  - Geheimes Selbstbildnis eines Schriftstellers mit Gerd Wameling

- Parallelgeschichten
  - Péter Nádas im Gespräch mit Peter Fässlacher
  - Parallelgeschichten mit Nicole Heesters und Gerd Wameling

Samstag, 7. Oktober 2023
- Der eigene Tod
  - Von Blatt zu Blatt; Blatt 7 mit Ulrich Tukur
  - Der eigene Tod mit Katharina Pichler, Wolfram Rupperti und Tim Werths, Regie: András Dömötör, Musik: Krisztián Vranik
  - Vortrag von László F. Földényi

- Aufleuchtende Details
  - László F. Földényi im Gespräch mit Péter Nádas
  - Aufleuchtende Details mit Ulrich Tukur
  - Herta Müller über Péter Nádas und Aufleuchtende Details
  - Aufleuchtende Details (Fortsetzung) mit Herta Müller und Péter Nádas

## Literatur im Nebel 2024
Ehrengast bei der 17. Ausgabe von Literatur im Nebel ist 2024 die simbabwische Autorin und Filmemacherin Tsitsi Dangarembga
Freitag, 11. Oktober 2024
- Schwarz und Frau
  - Elephant People, Filmausschnitt
  - Schwarz und Frau, mit Abak Safaei-Rad und Julia Jost
  - Über das literarische Werk von Tsitsi Dangarembga, Vortrag von Rémi Armand Tchokothe
  - Aufbrechen, mit Safira Robens und Langston Uibel
- Aufbrechen – Verleugnen
  - Tsitsi Dangarembga im Gespräch mit Brigitte Schwens-Harrant
  - Elephant People, Filmausschnitt
  - Aufbrechen – Verleugnen, mit Safira Robens, Abak Safaei-Rad, Devid Striesow, Langston Uibel

Samstag, 12. Oktober 2024
- Film-Screening Kurzfilme von Tsitsi Dangarembga
  - The Sharing Day
  - My Father's Village
- Das Filmische Schaffen
  - Awa Khiwe live!
  - Q-Ing, aus dem Drehbuch von Isabell Antonia Höckel, mit Barbi Marković, Jackie Thomae, Max Simonischek, Tonio Schachinger, Langston Uibel
- Über das filmische Schaffen von Tsitsi Dangarembga, Vortrag von Gabriele Sindler
  - Pamvura, Kurzfilm
- Überleben
  - Tsitsi Dangarembga im Gespräch mit Mariette Rissenbeek
  - Überleben, mit Isabell Antonia Höckel und Max Simonischek
  - Schwarz und Frau, mit Tsitsi Dangarembga und Jackie Thomae